# Alirio Ugarte Pelayo
Alirio Ugarte Pelayo (Anzoátegui, estado Lara, Venezuela, 21 de enero de 1923 - Caracas, Venezuela, 19 de mayo de 1966) fue un abogado, escritor, periodista, diplomático y dirigente político venezolano hermano de Argimiro Gabaldón.

## Primeros años y educación
Hijo natural del general José Rafael Gabaldón y de Romelia Tamayo Anzola, tuvo como padres adoptivos a Luis Horacio Ugarte y Hercilia Pelayo. Fue presidente del Consejo Supremo de la Federación de Estudiantes de Venezuela en 1942 y miembro directivo del Partido Democrático Venezolano en 1943. Fue elegido concejal por la parroquia de Altagracia, Caracas en 1944 y se vincula al partido Unión Republicana Democrática (URD). Fue redactor del diario Últimas Noticias, jefe de redacción de El Heraldo y colaborador de El Nacional. 

## Carrera política
Se graduó de abogado y obtuvo un doctorado en ciencias políticas en la Universidad Central de Venezuela (1947), donde se desempeñó como profesor de Filosofía del Derecho. Colaboró en la redacción del Acta Constitutiva de la Junta Militar después del golpe de Estado del 24 de noviembre de 1948 y fue nombrado director de Política del Ministerio de Relaciones Interiores en 1948 y gobernador de Monagas en 1949. En 1952, renunció ante la Junta de Gobierno presidida por Germán Suárez Flamerich por diferencias en materia económica, política y electoral. Entre 1952 y 1955 viajó a Europa y a Estados Unidos; regresó a Venezuela en 1956, contratado por la Creole Petroleum Corporation como asesor legal del departamento de la Consultoría Jurídica. 
El 23 de enero de 1958, fue nombrado secretario general, con rango de ministro, por la Junta de Gobierno Provisional presidida por el contralmirante Wolfgang Larrazábal, pero renunció a los pocos meses por desacuerdo con algunos de los miembros de la Junta. En 1958 se hizo militante de URD, asumiendo el cargo de director nacional de doctrina de dicho partido. Posteriormente fue Embajador en México entre 1959 y 1961 y representante de su partido ante el Consejo Supremo Electoral en 1963. 
En 1963 fue apresado por supuestas actividades conspirativas y resultó elegido diputado por el estado Lara en los comicios de finales de ese año. Por reformas estatutarias en el partido, en 1964 fue nombrado subsecretario general de URD. Fue propulsor de la Ancha Base en el gobierno de Raúl Leoni. En 1965 fue elegido presidente de la Cámara de Diputados y secretario general de URD, y en mayo de ese mismo año, en la reunión del Consejo Nacional de URD en la llamada Convención de los Cien, lideró la tendencia opositora a Acción Democrática. 
Para abril de 1966, el Directorio Nacional de URD liderado por Jóvito Villalba, con una votación de 16 votos contra 12, lo suspendió de toda actividad militante ante la posibilidad de que ganara la nominación presidencial de la URD para las elecciones de 1968 ; en ese mismo mes renunció al partido y propició entonces una nueva organización política conocida con el nombre de Movimiento Democrático Independiente.

## Muerte
El 19 de mayo de 1966 había convocado a una conferencia de prensa en su residencia para hacer el anuncio de la constitución del nuevo partido; pero pocos momentos antes de iniciar la entrevista fue encontrado muerto de un disparo en un aparente suicidio. Sin embargo algunos señalaron el hecho como que Alirio fue víctima de un asesinato.

## Honores
- Una calle de Maturín, Avenida Alirio Ugarte Pelayo , lleva su nombre.

## Libros
- Destino democrático de Venezuela (1960), Editorial América Nueva.